# Timote
Timote es una localidad argentina ubicada en el interior de la provincia de Buenos Aires. Se encuentra emplazada en la pampa húmeda, en la zona rural del partido de Carlos Tejedor; que a su vez se sitúa en el noroeste bonaerense. Se encuentra a 475 km de La Plata, capital provincial; y a 420 km de la ciudad autónoma de Buenos Aires, capital nacional.

## Ubicación
Se encuentra a 18 km al este de la ciudad de Carlos Tejedor, accediéndose por camino consolidado de la ruta provincial 70.
Se encuentra a 428 km al oeste de la capital argentina, a través de la ruta nacional 7, la ruta nacional 188 y la ruta provincial 68.

## Población
Cuenta con 526 habitantes (Indec, 2010), lo que representa un incremento del 3,3% frente a los 509 habitantes (Indec, 2001) del censo anterior.
| Gráfica de evolución demográfica de Timote entre 1991 y 2010 |
|                                                              |
| Fuente: Censos nacionales del INDEC                          |

## Historia
En 1876, a orillas de la laguna Formolán, Conrado E. Villegas fundó el fortín Capitán Timote en homenaje al teniente coronel Pedro Timote, nacido en Buenos Aires en 1836 y muerto en la batalla de Santa Rosa.

## Homicidio de Pedro Eugenio Aramburu
Se encuentra en Timote la casa quinta La Celma, donde el 1 de junio de 1970 fue encontrado el cadáver del expresidente de facto (1955-1958) Pedro Eugenio Aramburu, secuestrado y asesinado por la organización guerrillera Montoneros.
El escritor y filósofo José Pablo Feinmann publicó en 2009 una novela titulada precisamente Timote, basada en ese hecho.

## Personalidades destacadas
- Myriam Teresa Bregman (n. 1972): Abogada defensora de los derechos humanos y diputada nacional por la ciudad autónoma de Buenos Aires (2021 - 2023) por el PTS (Partido de los Trabajadores Socialistas) en el FIT-U (Frente de Izquierda y los Trabajadores Unidad).

## Imágenes

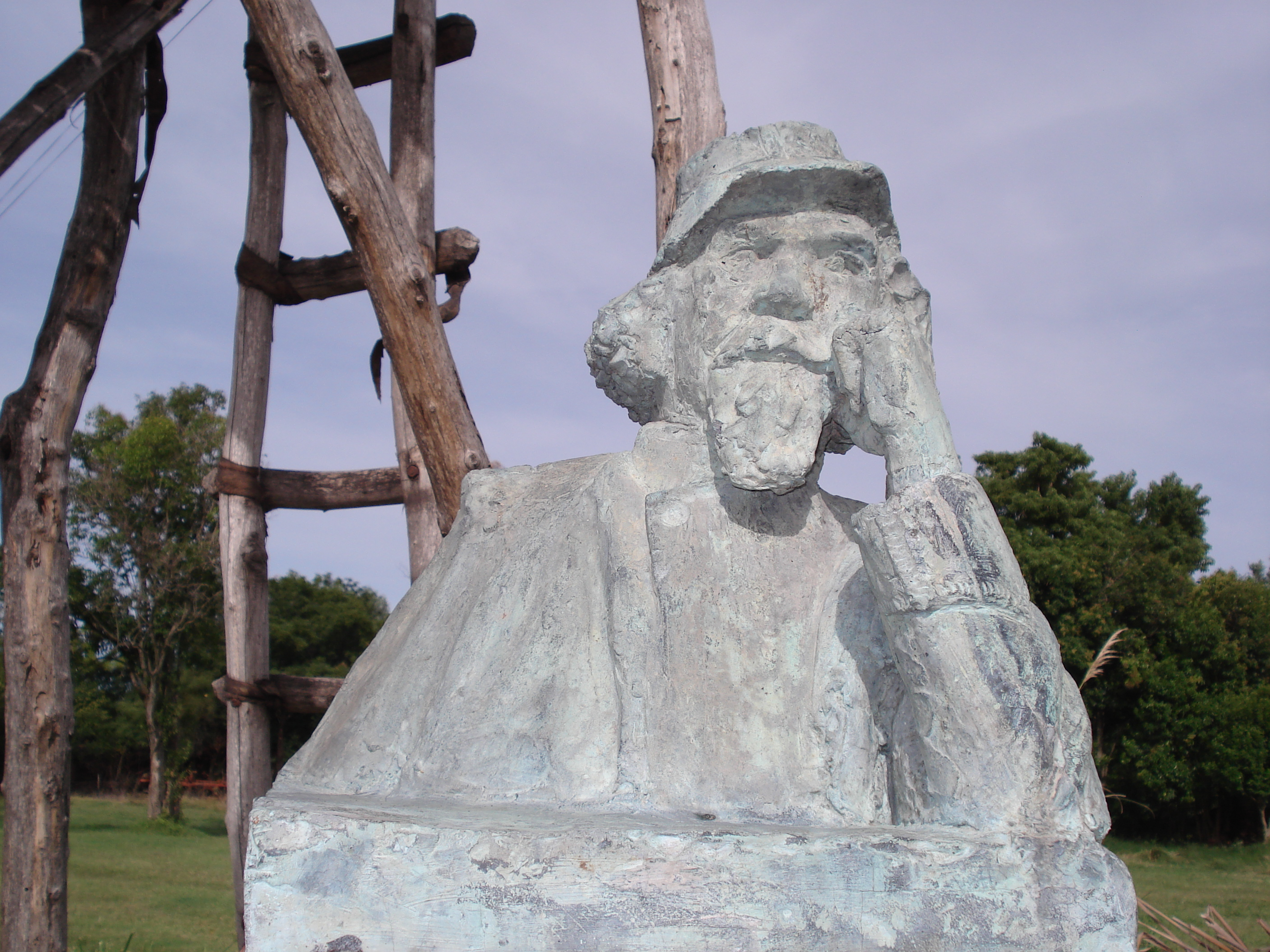
Busto del Tte Cnel Don Pedro Timote en una esquina. En la misma se encuentran también un mangrullo y la tumba del ilustre vecino donador del monumento.
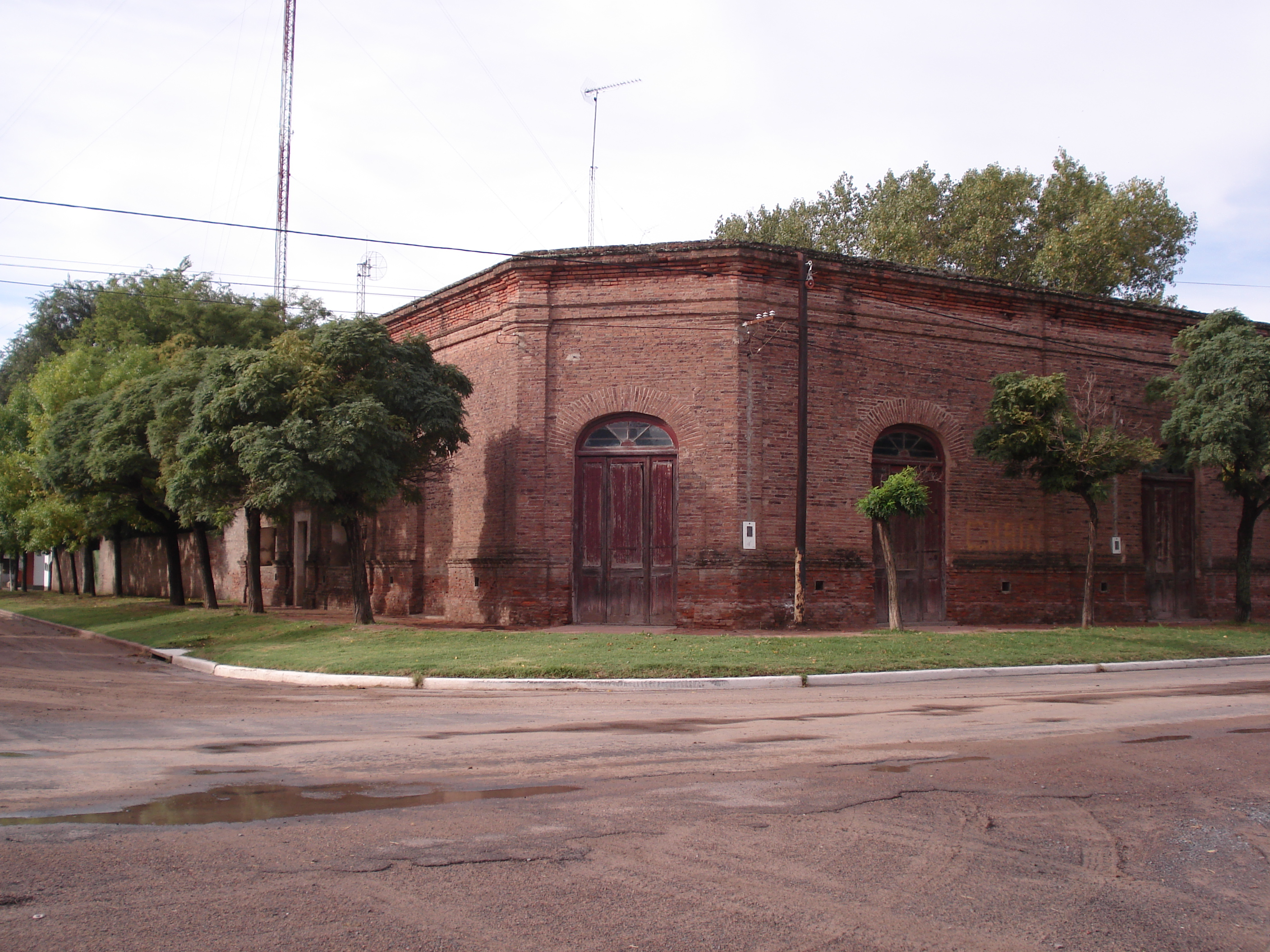
Antigua y llamativa esquina que fuera un almacén.